# 126749 Джонджонс
126749 Джонджонс (126749 Johnjones) — астероїд головного поясу, відкритий 20 лютого 2002 року Бертоном Л. Стівенсоном.
Тіссеранів параметр щодо Юпітера — 3,343.